# ジャン・ド・リュクサンブール (ソワソン伯)
ジャン・ド・リュクサンブール（Jean de Luxembourg, 1436年頃 - 1476年6月22日）は、フランスの貴族、軍人。マルル伯およびソワソン伯。ブルゴーニュ公国に軍指揮官として仕えた。

## 生涯
サン＝ポル伯ルイとその最初の妻のマルル女伯・ソワソン女伯ジャンヌの間の長男として生まれた。1462年の母の死と共に2つの伯爵領を相続した。フィリップ善良公、シャルル突進公の2代のブルゴーニュ公に軍指揮官として仕え、1471年よりブルゴーニュ軍の殿軍大将を務め 、1473年に金羊毛騎士団の騎士に叙任された。1476年、スイス八邦同盟とのムルテンの戦いで討死した。独身で子供がいなかったため、マルルとソワソンの伯爵領は弟のサン＝ポル伯ピエール2世が継いだ。